# Cestrum inclusum
Cestrum inclusum är en potatisväxtart som beskrevs av Ignatz Urban. Cestrum inclusum ingår i släktet Cestrum och familjen potatisväxter. Inga underarter finns listade i Catalogue of Life.